# نیلوفر شویدی

کابومبا آکوآتیکا از گونهٔ دولپه‌ای‌ها است و توضیح و تشریح آن توسط جان باپتیسته کریستف فوزه اوبلت انجام شده است. کابومبا آکوآتیکا متعلق به سرده کابومبا، و تیره Cabombaceae است و زیرگونه‌ای فهرست نشده است.